# North Crossett
North Crossett è un census-designated place (CDP) degli Stati Uniti d'America, situato in Arkansas, nella contea di Ashley.